# Зејн Греј
Перл Зејн Греј, некада на српском и Зен Греј (Зејнсвил, 31. јануар 1872 – Алтадина, 23. октобар 1939) је био амерички књижевник и зубар, најпознатији по својим вестерн романима о каубојима и Дивљем западу. Велики број његових књига је преведен у некадашњој СФРЈ, а и даље се објављују у Србији, као део дечијих едиција. Неколико његових књига било је део чувене дечије едиције Плава птица. Јахачи румене кадуље је једна од његових најпознатијих књига, а велики број његових романа је екранизован у виду филмова и тв серија. Студирао је на Универзитету Пенсилваније и био играч бејзбола. Оженио је учитељицу Лину Елису Рот 1905. године, и са њом имао троје деце. Двоје његове деце Ромер и Лорен су такође били познати романописци. Био је један од првих књижевника који је постао милионер захваљујући свом писању. Роман Баф вођа каравана био је популаран међу децом у Југославији и објављиван је у едицији Кадок.